# Matthijs Vermeulen-priset
Matthijs Vermeulen-priset (nederländska: Matthijs Vermeulenprijs) är ett betydande nederländskt kompositionspris, uppkallat efter tonsättaren Matthijs Vermeulen. Mellan 1972 och 2004 delades priset ut av Amsterdams kulturfond (Amsterdams Fonds voor de Kunst). Mellan 2005 och 2008 slogs priset ihop med Amsterdams konstpris (Amsterdamprijs voor de Kunst), men sedan 2009 är det Nederländska fonden för scenkonst (Nederlands Fonds voor Podiumkunsten) som utser mottagare.

## Pristagare
Verktitel inom parentes.
- 1972 – Jan van Vlijmen (Omaggio a Gesualdo)
- 1973 – Peter Schat (To You)
- 1974 – Willem Breuker (Het paard van Troje)
- 1975 – Tristan Keuris (Sinfonia)
- 1976 – Ingen pristagare utsedd
- 1977 – Louis Andriessen (De Staat)
- 1978 – Jeugd en Muziek (Zeeland) / Leo Cuypers (Zeelandsuite)
- 1979 – Otto Ketting (Symfonie voor saxofoons en orkest)
- 1980 – Jan van Vlijmen (Quatemi)
- 1981 – Jan Boerman (gehele oeuvre)
- 1982 – Ton de Leeuw (Car mes vignes sont en fleur)
- 1983 – Klaas de Vries (Discantus)
- 1984 – Guus Janssen (Ternet)
- 1985 – Dick Raaijmakers (Extase)
- 1986 – Theo Loevendie (Naima)
- 1987 – Gottfried Michael Koenig
- 1988 – Joep Straesser (Über Erich M.)
- 1989 – Jacques Bank (Requiem voor een levende)
- 1990 – Peter-Jan Wagemans (Rosebud)
- 1991 – Klas Torstensson (Stick on Stick)
- 1992 – Louis Andriessen (M. is for Man, Music and Mozart; Facing Death, Dances, Hout en Lacrimosa)
- 1993 – Robert Heppener (Im Gestein)
- 1994 – Dick Raaijmakers (Der Fall/Dépons en Die glückliche Hand - Geöffnet)
- 1995 – Ingen pristagare utsedd
- 1996 – Diderik Wagenaar (Trois Poèmes en Prose)
- 1997 – Ton de Leeuw (Three Shakespeare Songs)
- 1998 – Klaas de Vries (A king, riding en Interludium voor strijkorkest)
- 1999 – Ron Ford (Salome Fast)
- 2000 – Richard Rijnvos (Times Square Dance)
- 2001 – Misha Mengelberg (Opera 2000)
- 2002 – Peter-Jan Wagemans (Moloch)
- 2003 – Richard Ayres (No.36 NONcerto)
- 2004 – Michel van der Aa (One)
- 2009 – Boudewijn Tarenskeen (Mattheus Passie, een lezing voor negentien zangers)
- 2011 - Richard Rijnvos: Die Kammersängerin
- 2013 - Jan van de Putte: Kagami-Jishi, voor pianosolo en orkes